# Aphytis desantisi
Aphytis desantisi är en stekelart som beskrevs av Debach och Rosen 1976. Aphytis desantisi ingår i släktet Aphytis och familjen växtlussteklar. Inga underarter finns listade i Catalogue of Life.